# 山南敬助
山南敬助（日语：／ Yamanami Keisuke，1836年（天保7年）—1865年3月20日（元治2年2月23日）），全名山南敬助知信，出身於陸奧仙台藩，文武方面都相當優秀，個性也非常溫厚，常被人親切地稱做「山南先生」。在江戶的千葉道場學習北辰一刀流之後出師。並在敗給近藤勇後而加入其門下。1863年，以試衛館一門的身分，與近藤勇、土方歲三一同加入壬生浪士組。歷任新選組副長、總長，一度受傷後就經常臥病在床，之後脫離新選組遭到沖田總司逮捕，並以切腹方式而死。

## 出身
從仙台藩脱藩後，前往江戶，山南在仙台也用山南這個姓，但詳情不明。曾獲得小野派一刀流免許皆傳的身分，之後成為北辰一刀流的千葉周作門人。

## 試衛館
前往近藤勇的天然理心流劍術道場試衛館挑戰，但敗給近藤。這時對於近藤的劍術和人品感到欽佩，進而與試衛館的門人一起行動。並且與這些聚集在試衛館的土方歳三、沖田總司、永倉新八等都成為之後新選組的幹部。
文久元年（1860年）8月，在府中六所宮進行近藤就任天然理心流第四代傳人的野外比賽，山南也以紅軍身分參與比賽。文久2年（1861年）正月時、曾與沖田總司一起出差到小野路教授劍術。

## 新選組
文久3年（1863年）2月，山南與近藤加入了以保護將軍和尊王攘夷為目的，由清河八郎提案所組成的浪士組，並且成為前往京都的壬生浪士組中的一員。3月26日，為了爭奪隊内的權力，他與近藤、芹澤鴨一起在四條大橋暗殺殿内義雄。壬生浪士組也從此成為近藤派、芹澤派兩派所組成之組織，近藤和芹澤擔任局長、山南作為近藤派與土方歲三一起就任局長助（副長）（至於芹澤派則是由新見錦就任局長助）。
以尊王攘夷為目的所組成的浪士組，被當時負責維持京都治安的會津藩收編，成為專門取締不法浪人的組織。文久3年（1863年）7月，山南和土方一起在和服商「岩城升屋」的激烈戰鬥中，擊退數名闖入的不法浪人。之後8月18日發生「八月十八日政变」，山南在事發2天後與土方一起斬殺掉潛伏於京都的長州系浪人。
文久3年（1863年）9月，山南參與老早就和近藤不合的芹澤鴨暗殺行動。此後，浪士組被近藤派（試衛館派）所統一，組織重新改造，並由山南擔任總長，他的地位則處於局長近藤、副長土方歲三之間，但實際上並無實權。從暗殺事件到後來的切腹事件，山南的名字完全地從新選組的活動紀錄中消失。元治元年（1864年）6月發生著名的池田屋事件，但山南也沒有參加該次行動。（有一說是山南因為生病，而在基地留守。）
元治元年（1864年）11月，伊東甲子太郎入隊。伊東和山南都屬於同門的北辰一刀流，而且伊東是熱烈的尊王攘夷論者、学問也相當高。所以他因此受到特別的待遇，升上比山南地位還高的參謀位置。

## 脱逃
加入新選組後的第4年，元治2年（1865年）2月時，山南突然留下「前往江戶」的紙條，並且就這樣脫離新選組。由於新選組的隊規（局內法度）嚴格規定只要擅自脫隊，一律是切腹死罪。所以近藤、土方立刻派遣沖田總司擔任追捕的工作，並且在近江国大津將山南逮捕，並將他帶回基地。據說山南看到前來追捕他的人是與他交情深厚的沖田，主動露面向沖田打招呼。沖田試探性問他：「你認為自己能逃得走嗎？」山南則回答：「若追兵是你，我就無法（刀劍相向）。」於是毫無抵抗地隨沖田返回。
關於山南逃走的原因，有以下各個說法。
- 根據西本願寺侍臣西村兼文的說法，逼迫山南逃走的原因是基地轉移的問題。由於新選組把基地移轉到西本願寺，但因為隊員增加使得基地更為狹小，而且西本願寺的勤王色彩相當濃厚。和長州藩的關係也相當親密，使得土方想要一舉根絕這個關係。所以土方堅決反對遷移基地的要求並且中止這個行動。但勤王意志相當強的山南則強力反對土方的作法，他與近藤和土方兩人在這件事上完全沒有交集，這使得山南相當不滿，造成他最終下定決心脫離新選組（不過新選組後來還是遷移至西本願寺了）。

- 山南對於當初以尊王攘夷為目的所組成，但卻漸漸為了維護幕府統治，而實際上不斷壓迫勤王志士的新選組存在意義，日益感到疑惑。為了不違自己初衷，因此決定脫逃。

- 和之後脫離新選組的伊東有密約，所以預先離開新選組。

- 根據平成10年所找到的《浪士文久報国記事》（永倉新八的手記），元治元年（1864年）6月26日因為山南生病，被從發生禁門之變的根據地，調到新選組基地擔任守備工作，因而無法被寫入禁門之變的事蹟裡，因此對於自己的病感到苦惱。

## 切腹
伊東甲子太郎和從試衛館以來就結交的好友永倉新八，在山南被判決切腹後，私下都勸山南再次逃走，但山南卻決意赴死，以維持身為武士的尊嚴。在一些作品的記載中，在永倉新八的好意幫忙下，讓山南的紅粉知己島原（地名）藝妓天神明里在山南死前，與他見面，並且還流傳著明里與山南訣別之悲劇故事（但在永倉的手記《新撰組顛末記》和《浪士文久報国記事》中都沒有關於明里的記述、所以這段是子母澤寬創作的可能性相當高；山南死後，據說沖田總司一直幫他照顧著明里。當時明里已染上當時是絕症的肺結核，沖田也因此被她傳染，最後也因肺結核而死）。
元治2年（1865年）2月23日，山南切腹，享年33歲。介錯人則由山南主動請求，由他一向疼愛、有如親弟弟一般的沖田總司來執行。他切腹前告訴沖田：「在我沒出聲要你動手之前，你都不許揮刀。」他冷靜地忍受劇烈痛苦，凜冽地完成一文字切腹的完整過程，讓旁觀者都為之動容。這次的切腹，近藤勇以「即使是淺野内匠頭這樣的人，也沒辦法那麼漂亮的結束自己生命」，深深讚嘆。而以「魔鬼副長」聞名的土方歲三也在山南切腹的時候，忍不住掉下了眼淚。山南是死於嚴厲「局內法度」的新選組最高階幹部；由於他平日的敦厚與人望，以及最後選擇以捍衛武士的尊嚴方式而死，因此即使背負擅自逃隊的罪名，山南仍被新選組的隊友所敬佩，
山南的墓所位於京都的光緣寺。
伊東甲子太郎也在山南死後幫他寫了兩首和歌。
|  | 春風に吹き誘われて山桜 散りてぞ人に惜しまれるかな |

|                | 吹く風にしぼまんよりも山桜 散りてあとなき花ぞ勇まし |
| ——伊東甲子太郎 |                                                     |

## 軼聞
- 據說山南因為其溫厚的性格，而被壬生村附近的孩子和女孩所仰慕著。
- 據說山南身材並不高大，而且有著皮膚白皙充滿魅力的臉孔，氣質與當時大多粗魯、兇暴的武士、浪士極不同。
- 在8月18日政變出動時、近藤和土方自己穿著盔甲，但卻沒有把盔甲交給身為總長的山南，因而激怒了他；後來是靠著松原忠司的居中勸解才解決。
- 在2004年的NHK大河劇《新選組!》，描寫山南切腹的第33集〈友の死〉，是在49集中唯一破例重新播出的一集。並且在播出時得到極高的反響。其中還有部份狂熱的戲迷，在播出前寫信給NHK，要求「請不要殺死山南」。
- 山南的名字在暗殺事件後，自新撰組活動名單消失。有一說是山南因暗殺事件後，對新選組的暴力、殺戮的作風感到厭惡，因此之後幾乎都沒有參加新選組的活動。

## 登場作品
小說
- 新選組始末記（角川書店、子母澤寬著）
- 新選組血風錄（中央公論新社、司馬遼太郎著）
- 燃劍（文藝春秋、司馬遼太郎著）
- 壬生義士傳（文藝春秋、淺田次郎著）
- 新撰組山南敬助（新人物往来社、童門冬二（日语：童門冬二）著）
- 獨白新選組：隊士們的私語（日昇出版（日语：サンライズ出版）、松本匡代（日语：松本匡代）著）

影視劇
- 維新之曲（日语：維新の曲）（1942年、大映、演：川崎猛夫）
- 新撰組（1952年、東映、演：羅門光三郎）
- 新選組鬼隊長（1954年、東映、演：加賀邦男）
- 新選組始末記（1961年、TBS、演：土屋嘉男）
- 新選組血風錄 近藤勇（1963年、東映、演：佐藤慶）
- 新選組始末記（1963年、大映、演：伊達三郎）
- 幕末残酷物語（1964年、東映、演：大友柳太朗）
- 風雲兒半次郎（日语：風雲児半次郎）（1964年、MBS、演：水原弘）
- 新選組血風錄（日语：新選組血風録 (テレビドラマ)#1965年版）（1965年、NET、演：早川研吉）
- 燃劍（日语：燃えよ剣#1966年版）（1966年、TX、演：田口計）
- 日本劍客傳（日语：日本剣客伝）（1968年、NET、演：東千代之介）
- 新選組（1969年、東宝、演：中村梅之助（日语：中村梅之助 (4代目)））
- 燃劍（日语：燃えよ剣#1970年版）（1970年、NET、演：河上一夫）
- 怪談：新選組 飛濺詛咒之血（日语：怪談 (1972年のテレビドラマ)）（1972年、MBS、演：中村敦夫）
- 新選組（1973年、CX、演：日下武史）
- 沖田總司（1974年、東宝、演：河原崎次郎）
- 花神（1977年、NHK大河劇、演：瀧村泰身）
- 幕末未来人（日语：幕末未来人）（1977年、NHK、演：簗正昭）
- 新選組始末記（1977年、TBS、演：高橋長英）
- 宛如炎光（日语：炎のごとく）（1981年、東寶、演：平井昌一）
- 沖田總司 華麗的暗殺者（1982年、CX、演：荻島眞一）
- 壬生戀歌（日语：壬生の恋歌）（1983年、NHK、演：岸部一德）
- 服部半藏 影之軍團（日语：服部半蔵 影の軍団#影の軍団IV）（1985年、KTV、演：川浪公次郎）
- 新選組（1987年、ANB、演：三浦浩一）
- 燃劍（日语：燃えよ剣#1990年版）（1990年、TX、演：横光克彦）
- 幕末純情傳（日语：幕末純情伝）（1991年、松竹、演：貞永敏）
- 新選組：池田屋血鬥（1992年、TBS、演：本田博太郎）
- 新選組血風錄（日语：新選組血風録 (テレビドラマ)#1998年版）（1998年、ANB、演：三浦洋一（日语：三浦洋一 (俳優)））
- 新選組！（2004年、NHK大河劇、演：堺雅人）
- 輪違屋糸里〜女子們的新選組〜（日语：輪違屋糸里#テレビドラマ）（2007年、TBS、演：菊池健一郎）
- 新撰組 PEACE MAKER（日语：新撰組異聞PEACE MAKER#テレビドラマ）（2010年、TBS、演：上山龍治（日语：上山竜治））
- 新選組血風錄（日语：新選組血風録 (テレビドラマ)#2011年版）（2011年、NHK-BS、演：松下哲）
- 燃劍（日语：燃えよ剣#2020年版）（2020年、東寶、演：安井順平）

動漫畫
- 茜色之風：新撰組血風記錄（日语：あかね色の風 -新撰組血風記録-）（集英社、車田正美作）
- 爆彈！〜幕末男子〜（日语：ばくだん!〜幕末男子〜）（講談社、加瀨敦（日语：加瀬あつし）作）
- 陸奧圓明流外傳 修羅之刻 風雲幕末編（講談社、川原正敏（日语：川原正敏）作）
- 風光（日语：風光る (渡辺多恵子の漫画)）（小學館、渡邊多惠子作）
- 月明星稀：再會新選組（日语：月明星稀 - さよなら新選組）（小學館、盛田賢司（日语：盛田賢司）作）
- PEACE MAKER鐵（艾尼克斯、黑乃奈奈繪作）
- 新選組刃義抄：ASAGI（日语：新選組刃義抄 アサギ）（艾尼克斯、山村龍也（日语：山村竜也）作・蜷川八重子（日语：蜷川ヤエコ）畫）
- 北走新選組（白泉社、菅野文作）
- Chiruran：新撰組鎮魂歌（日语：ちるらん 新撰組鎮魂歌）（Coamix、梅村真也作・橋本英治（日语：橋本エイジ）畫）
- 薄櫻鬼 ～新選組奇譚～
- 青之壬生浪（講談社、安田剛士作）

遊戲
- Fate/Grand Order（LASENGLES、配音：平川大輔）

## 外部連結
- 新選組SHINSENGUMI 網頁 （页面存档备份，存于）